# 沖縄県道2号線
沖縄県道2号線（おきなわけんどう2ごうせん）は沖縄県国頭郡国頭村字与那と字安田を結ぶ一般県道。沖縄本島最北部の国頭村内で唯一西海岸（東シナ海）と東海岸（太平洋）を結ぶ横断道路で、通称・与那安田横断道路。

## 概要

### 区間
- 起点：国頭郡国頭村字与那（国道58号）
- 終点：国頭郡国頭村字安田（安田小中学校前）
- 総延長：18.9km
- 実延長：17km

### 通過自治体
- 国頭郡国頭村

### 交差する路線
- 国道58号（起点）
- 沖縄県道70号国頭東線（国頭村安波 - 安田）

### 重複路線
- 沖縄県道70号国頭東線（国頭村安波 - 安田）

### 主要施設
- 普久川ダム（国頭村安波）
- RBCiラジオ・ラジオ沖縄国頭ラジオ中継局（国頭村安田）

### 路線バス
- 国頭村営バス東線 全線

## 歴史・特徴
- 1953年（昭和28年）に琉球政府道与那安田線として指定。1965年（昭和40年）に政府道2号線となり、1972年（昭和47年）の本土復帰と同時にそのまま県道2号線となった。[要出典]
- 復帰前から路線は存在していたが、沖縄本島で最も山林の多い山原（やんばる）という地帯を通るため、全線舗装・開通する1980年代初頭までは"険道"とよばれてもおかしくない道路だった。[要出典]
- 本土復帰後に国頭村辺土名以北の国道58号と県道70号名護国頭線（現・国頭東線、国道331号）とのセットで整備された。県道だが、国が代行して整備した。[要出典]
- 国頭村内には国道58号側の西海岸と県道70号側の東海岸とを結ぶ唯一の幹線横断道路（ほかに村道1本と林道がある）で、東海岸の安波・安田・楚洲の住民にとっては村役場などがある西海岸に向かう重要な生活道路である。したがってこの道路で大雨や土砂崩れなどで通行止めになった場合は、最北端集落の奥や辺戸をまわる国道58号を2 - 3倍以上の距離を迂回し、さらに国道が台風や大雨で通行止めになった場合は南隣村の東村や大宜味村を経由して3倍以上の距離迂回しなければならず、最悪の場合は東海岸集落が孤立状態になる。

## ギャラリー

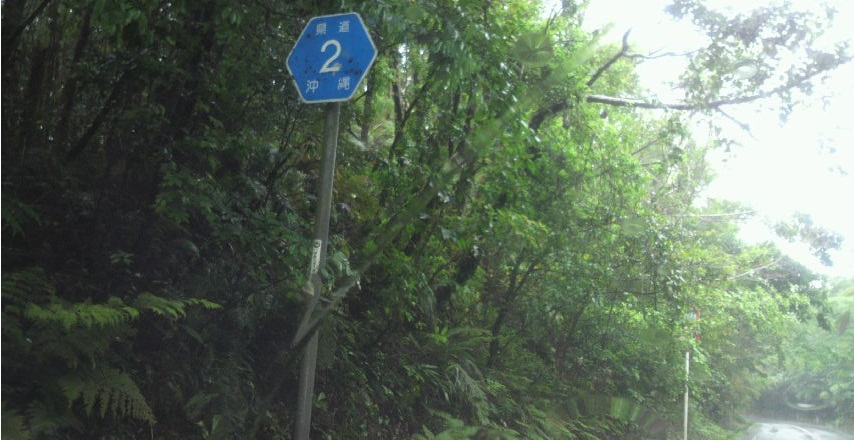
県道標識
ヤンバルクイナ飛び出し注意の標識